# Parafia św. Doroty w Licheniu Starym
Parafia Świętej Doroty w Licheniu Starym – rzymskokatolicka parafia w Licheniu Starym, należąca do diecezji włocławskiej i dekanatu konińskiego II. Powołana w 1232 roku. Od 1949 obsługiwana przez księży i braci ze zgromadzenia Marianów. W parafii znajduje się Sanktuarium Najświętszej Maryi Panny Licheńskiej, zwane Częstochową Północy. Głównym obiektem sanktuarium jest największy kościół w Polsce: Bazylika Najświętszej Maryi Panny Licheńskiej.
26 grudnia 2020 roku zmarł w szpitalu w Koninie na COVID-19 proboszcz parafii w latach 2014–2020 – ks. Henryk Kulik MIC.

## Duszpasterze
- proboszcz: ks. Roman Frąckowiak MIC (od 2024)[2]
- wikariusz: ks. Yan Chuprynski (Jan Czupryński) MIC (od 2023)[2]
- pozostali księża Marianie

## Kościoły
- kościół parafialny: Kościół św. Doroty w Licheniu Starym
- kościół filialny: Bazylika NMP Licheńskiej w Licheniu Starym
- kościół filialny: Kościół Matki Bożej Częstochowskiej w Licheniu Starym
- kościół filialny: Kościół Matki Bożej Dziesięciu Cnót Ewangelicznych w Grąblinie
- kaplica filialna: Kaplica w Grąblinie
- kaplica filialna: Kaplica w Helenowie Drugim
- kaplica filialna: Kaplica w Izabelinie
- kaplica filialna: Kaplica w Pogoni Gosławickiej